# Turistická značená trasa 1894
 Turistická značená trasa 1894 je 7 km dlouhá modře značená trasa Klubu českých turistů v okresech Jablonec nad Nisou a Semily spojující Čertovu horu s prostorem nad Rokytnicí nad Jizerou. Její převažující směr je východní. Trasa se nachází na území Krkonošského národního parku.

## Průběh trasy
Počátek turistické trasy se nachází v západním svahu Čertovy hory na rozcestí se zeleně značenou trasou 4326 z Harrachova do Rokytnice nad Jizerou. Trasa stoupá východním směrem horním úsekem sjezdovky na vrchol Čertovy hory, vstupuje na tzv. Janovu cestu a po ní klesá pod Janovu skálu. Cesta má zpevněný povrch, k samotné Janově skále je zřízena modře značená odbočka. Za ní trasa stále klesá na severní okraj Studenova, kde se nachází rozcestí se zde výchozí zeleně značenou trasou 4286 do Rokytnice nad Jizerou a žlutě značenou trasou 7225 z Harrachova do Dolní Rokytnice. Trasa 1894 poté po asfaltové komunikaci obchází ze severu Studenou a stoupá na Čertovu pláň. Za ní se nachází rozcestí Ručičky se zeleně značenou trasou 4278 z Harrachova do Horních Míseček a žlutě značenou trasou 7307 z Rokytnice nad Jizerou na Voseckou boudu. Zde má svůj konec Janova cesta. Trasa 1894 odtud klesá jihovýchodním směrem na Hoření Domky a v závěru stoupá na rozcestí Nad Světlankou, kde končí. Posledním úsekem vede v souběhu se žlutě značenou trasou 7308 z Rokytnice nad Jizerou na Rezek.

## Historie
- V úvodní pasáži při stoupání na Čertovu horu nevedla trasa přímo po sjezdovce, ale severovýchodním směrem po vrstevnicové cestě pod lanovou dráhu Harrachov - Čertova hora a podél ní jižním směrem k vrcholu.
- Trasa dříve pokračovala o něco dále do údolí Huťského potoka.[3]

## Turistické zajímavosti na trase
- Čertova hora
- Janova skála